# Eriocharis devestivus
Eriocharis devestivus là một loài bọ cánh cứng trong họ Cerambycidae.